# Пружанский уезд
Пружанский уезд — административная единица в составе Слонимской, Литовской и Гродненской губерний, существовавшая в 1795—1920 годах. Центр — город Пружаны.

## История
Пружанский уезд в составе Слонимской губернии Российской империи был образован в 1795 году на территории, отошедшей к России в результате 3-го раздела Речи Посполитой. В 1797 году уезд отошёл к Литовской губернии, а в 1801 — к Гродненской. В 1920 году уезд отошёл к Польше.

## Население
По данным переписи 1897 года в уезде проживало 139,1 тыс. чел. В том числе белорусы — 75,5 %; евреи — 12,8 %; украинцы — 6,7 %; русские — 3,0 %; поляки — 1,4 %. В уездном городе Пружанах проживало 7633 чел.

## Административное деление
В 1890 году в состав уезда входило 22 волости:
| № п/п | Волость                    | Волостное правление | Число селений | Население |
| ----- | -------------------------- | ------------------- | ------------- | --------- |
| 1     | Байковская                 | с. Бакуны           | 25            | 2460      |
| 2     | Беловежско-Александровская | с. Беловеж          | 81            | 5507      |
| 3     | Велико-Сельская            | д. Великое Село     | 7             | 2411      |
| 4     | Городечнянская             | д. Щерчево          | 30            | 3297      |
| 5     | Добучинская                | д. Огородники       | 14            | 3811      |
| 6     | Картуз-Березская           | м. Картуз-Береза    | 42            | 7768      |
| 7     | Котранская                 | с. Котра            | 28            | 2167      |
| 8     | Линевская                  | д. Линево           | 19            | 3351      |
| 9     | Малечская                  | м. Малеч            | 32            | 4535      |
| 10    | Масевская                  | д. Масево           | 56            | 6301      |
| 11    | Матвеевская                | д. Междулесье       | 24            | 1768      |
| 12    | Михайловская               | д. Шени             | 45            | 6129      |
| 13    | Муравьевская               | д. Матяса           | 56            | 6145      |
| 14    | Никитская                  | д. Смоляны          | 26            | 2677      |
| 15    | Носковская                 | д. Носки            | 18            | 4876      |
| 16    | Ревятичская                | с. Ревятичи         | 34            | 3500      |
| 17    | Рудникская                 | с. Рудники          | 24            | 3600      |
| 18    | Селецкая                   | м. Селец            | 49            | 4971      |
| 19    | Старуновская               | д. Чабахи           | 29            | 4392      |
| 20    | Сухопольская               | д. Сухополь         | 51            | 11076     |
| 21    | Черняковская               | пог. Чернякова      | 22            | 2448      |
| 22    | Шерешевская                | м. Шерешёво         | 8             | 3232      |

В 1913 году в уезде было 19 волостей, упразднены Велико-Сельская, Матвеевская, Старуновская волости.

## Населённые пункты
По переписи 1897 года наиболее крупные населённые пункты уезда:
| - г. Пружаны - 7633 чел.; - мст. Картуз-Береза - 6226 чел.; - мст. Шерешёво - 5079 чел.; - мст. Селец - 2642 чел.; - мст. Малеч - 2159 чел.; - мст. Наревка - 1268 чел.; - с. Мурава - 1111 чел.; - д. Старо-Воля - 1105 чел.; - д. Ровбецк - 1023 чел.; - с. Великое Село - 1096 чел.; | - с. Добучин - 979 чел.; - д. Линово - 950 чел.; - д. Самуйловичи - 900 чел.; - д. Сточек - 886 чел.; - с. Смоляница - 882 чел.; - д. Сошица - 870 чел.; - д. Козлы - 859 чел.; - д. Шени - 850 чел.; - д. Новоселки - 796 чел.; - д. Кабаки - 789 чел.; | - д. Хвалово - 789 чел.; - с. Блудень (Береза) - 780 чел.; - д. Чахец - 765 чел.; - д. Осовцы - 741 чел.; - д. Щерчево - 738 чел.; - с. Дубины - 723 чел.; - д. Угляны - 723 чел.; - д. Ворошно - 715 чел.; - с. Хорево - 715 чел.; |

## Известные уроженцы уезда
- Медведь Филипп Демьянович (1889—1937), один из руководителей органов госбезопасности, родился в с. Масеево